# Indalecio López
Indalecio Antonio López (nacido en Rosario el 22 de diciembre de 1932) es un exfutbolista rosarino. Se desempeñaba como mediocampista por derecha y su debut fue vistiendo la casaca de Central Córdoba de Rosario.

## Carrera
Se incorporó a las filas charrúas siendo muy joven; su debut en el primer equipo se produjo en 1950. Hacia fines de la década, fue protagonista en el ascenso de Central Córdoba a Primera División, al coronarse campeón del Torneo de Segunda División 1957. Continuó en los azules de barrio Tablada durante las dos temporadas en las que el club jugó en la máxima categoría. Dejó la institución tras consumarse el descenso en 1959. Convirtió 78 goles en 182 partidos defendiendo la casaca de Central Córdoba.

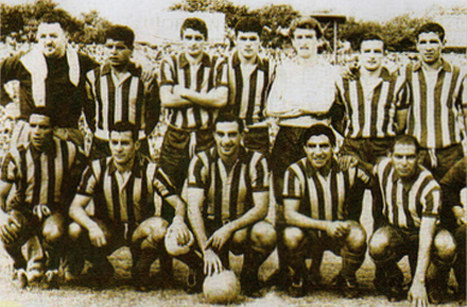
Rosario Central en 1960. Parados: Néstor Cardoso, Gualberto Muggione, Armando Rossi, Juan Bertoldi, Carlos Álvarez, José Casares; hincados: Antonio Rodrígues, Indalecio López, Miguel Antonio Juárez, Juan Castro, Francisco Rodrígues.

En 1960 llegó a Rosario Central, club en el que prestaría servicios durante dos años. Su debut se produjo en la fecha inicial del Campeonato de Primera División de ese año, cuando Central igualó en un tanto como visitante de San Lorenzo de Almagro, en partido jugado el 3 de abril. Si bien no logró asentarse como titular, fue alternativa frecuente para reemplazar a jugadores de ofensiva tales como el Gitano Juárez, César Menotti y los hermanos brasileños Antonio y Francisco Rodrígues. Dejó Central al finalizar 1961, habiendo acumulado 18 partidos jugados y 2 goles convertidos.
Continuó su carrera en el fútbol de las ligas regionales de las provincias de Santa Fe y Córdoba; así, jugó en Argentino de Marcos Juárez entre 1962 y 1963, logrando el título de la Liga Cañadense de Fútbol en el primero de estos años, en Sportivo Belgrano de San Francisco en 1964 y en Sportivo Las Parejas durante 1966, obteniendo nuevamente el lauro de campeón en la Cañadense.

## Clubes
| Club                               | País      | Año       |
| ---------------------------------- | --------- | --------- |
| Central Córdoba (Rosario)          | Argentina | 1950-1959 |
| Rosario Central                    | Argentina | 1960-1961 |
| Argentino de Marcos Juárez         | Argentina | 1962-1963 |
| Sportivo Belgrano de San Francisco | Argentina | 1964      |
| Sportivo Las Parejas               | Argentina | 1966      |

## Palmarés

### Títulos nacionales
| Equipo                     | País      | Título           | Año  |
| -------------------------- | --------- | ---------------- | ---- |
| Central Córdoba de Rosario | Argentina | Segunda División | 1957 |

### Títulos regionales
| Equipo                     | Liga      | País      | Título           | Año  |
| -------------------------- | --------- | --------- | ---------------- | ---- |
| Argentino de Marcos Juárez | Cañadense | Argentina | Primera División | 1962 |
| Sportivo Las Parejas       | Cañadense | Argentina | Primera División | 1963 |